# Paracyathus coronatus
Espèce
Paracyathus coronatus est une espèce de coraux appartenant à la famille des Caryophylliidae.